# William Glock
Sir William Frederick Glock (* 3. Mai 1908 in London; † 28. Juni 2000) war ein britischer Musikmanager und von 1959 bis 1972 Leiter von Radio 3, dem Musikprogramm der BBC.
Der Schüler von Artur Schnabel war Musikkritiker des Daily Telegraph und von 1934 bis 1945 des Observer.  1947 begründete er auf Anregung von Schnabel die Dartington Summer School of Music, die er bis 1979 leitete. Hier wurden Werke zeitgenössischer Komponisten aufgeführt, begleitet von Kursen für Musiker. Hier wirkten unter anderem das Amadeus-Quartett, Nadia Boulanger, Paul Hindemith, Igor Strawinski, Boris Blacher und George Enescu mit. Als Leiter des Kulturradios von BBC war er von 1960 bis 1973 auch verantwortlich für die legendären Proms. Hier sorgte er für die Aufführung der Werke von Olivier Messiaen, Pierre Boulez, Luciano Berio, Luigi Nono, Luigi Dallapiccola, Elliott Carter, Michael Tippett, Robert Gerhard, Witold Lutosławski, Karlheinz Stockhausen, Hans Werner Henze und György Ligeti. Peter Maxwell Davies widmete ihm drei Werke: die 1. Sinfonie 1976, Unbroken Circle 1984 und Mishkenot 1988. 1970 wurde er für seine Verdienste um das Musikleben in Großbritannien als Knight Bachelor geadelt.